# Vieirinha
Adelino André Vieira de Freitas známý jako Vieirinha (* 24. ledna 1986 Guimarães) je portugalský fotbalista. Nastupuje jako obránce nebo záložník. V letech 2013–2016 hrál za portugalskou reprezentaci, odehrál za ni 25 utkání, v nichž vstřelil jednu branku (do sítě Irska v přátelském utkání v roce 2014). Stal se s ní mistrem Evropy v roce 2016. Hrál též na mistrovství světa 2014 (Portugalci vypadli v základní skupině). S FC Porto se stal mistrem Portugalska (2006–07). Hrál za něj v letech 2006–2009, byl ovšem především na hostování v Leixões a PAOK Soluň. V roce 2009 do Soluně přestoupil a působil zde do roku 2012. Poté hrál ve Wolfsburgu a od roku 2017 je znovu na soupisce PAOK.